# Pau de Rússia
Pau de Rússia (Tsàrskoie Seló 1860 - punt desconegut de la Fortalesa de Pere i Pau de Sant Petersburg 1919). Fou gran duc de Rússia amb el grau d'altesa imperial i membre de l'exèrcit rus.

## Orígens familiars
Nascut el 3 d'octubre de 1860 a Tsàrskoie Seló essent fill del tsar Alexandre II de Rússia i de la princesa Maria de Hessen-Darmstadt. Era per tant net del tsar Nicolau I de Rússia i del gran duc Lluís II de Hessen-Darmstadt.

## Núpcies i descendents
L'any 1889 contragué matrimoni amb la princesa Alexandra de Grècia filla del rei Jordi I de Grècia i de la gran duquessa Olga de Rússia. La princesa era neta del rei Cristià IX de Dinamarca i besneta del tsar Nicolau I de Rússia. La parella tingué dos fills:
- SAI la gran duquessa Maria de Rússia nascuda el 1890 a Sant Petersburg i morta el 1958 al castell de Mainau al sud d'Alemanya. Es casà amb el príncep Guillem de Suècia del qual es divorcià i en segones núpcies amb el príncep Sergei Mikhailovich Putjatin.

- SAI el gran duc Demetri de Rússia nascut el 1891 a la propietat rural d'Ilynoske prop de Moscou i mort el 1941 a Davos. Es casà amb la multimillonària estatunidenca Audrey Emery.

El gran duc tornà a contraure matrimoni, malgrat que de forma morganàtica, amb Olga Valerianovna Karnovich el 1893, per la qualcosa fou expulsat de Rússia i els seus fills passaren a la custòdia del gran duc Sergi de Rússia i de la princesa Elisabet de Hessen-Darmstadt. La parella es casà el 1903 a l'església ortodoxa de Livorno a Itàlia. El gran duc se li expropiaren totes les seves propietats i tots els seus títols.
La nova parella tingué tres fills:
- SAS el príncep Vladímir Pavlei nascut el 1897 i assassinat el 1918 a Alapàievsk.

- SAS la princesa Irina Pavlei

- SAS la princesa Natàlia Pavlei nascuda el 1905 a París i morta el 1981 a Nova York. Es casà primer amb Lucien-Camille Lelong i després amb el productor teatral John Chapman Wilson.

Perdonat per la Cort tornà a Tsàrskoie Seló i la seva muller i als seus fills se'ls hi atorgà el títol de príncep Pavley amb el grau d'altesa sereníssima. Durant la Primera Guerra Mundial intervingué activament en les operacions militars i intentà convèncer el seu nébot de la necessitat de dotar al país d'una règim constitucional essent un dels únics membres de la família imperial que es mantingué al costat de la tsarina Alexandra F'dorvona durant els últims dies del tsarisme.
Amb la Revolució la seva família patí enormement. Les seves propietats foren confiscades i constantment vivien amenaçats pels soviets. El príncep Vladimir fou detingut i traslladat als Urals on visqué en una presó i després fou executat prop d'Alapayevsk.
Durant el mes d'agost de 1918 fou empresonat a la Fortalesa de Pere i Pau de Sant Petersburg i malgrat que la seva muller intentà la seva alliberació emparant-se amb la seva salut ja molt delicada els bolxevics no atengueren els seus precs. Junt amb altres membres de la família imperial, el gran duc Demetri de Rússia, el gran duc Nicolau de Rússia i el gran duc Jordi de Rússia foren executats el dia 28 de gener de 1919.
Foren enterrats a la mateixa fortalesa. La princesa Olga Pavley demanà pogué enterrar el seu marit però les autoritats li denegaren el permís. Els seus cossos mai han estat trobats.